# Louis Caburlotto
Louis Caburlotto (Venise, né le 7 juin 1817 - Venise, 9 juillet 1897) est un prêtre et éducateur italien, fondateur des Filles de saint Joseph et vénéré comme bienheureux par l'Église catholique. 

## Biographie
Louis Caburlotto est ordonné prêtre le 24 septembre 1842. Il exerce d'abord son apostolat en particulier envers les jeunes, dans un contexte marquée par la misère matérielle et spirituelle. Il crée des écoles et fonde la congrégation des Filles de saint Joseph, ayant pour but d'offrir aux enfants pauvres la possibilité d'étudier.
Outre ces activités auprès des plus jeunes, il se lance dans un projet de rechristianisation. Ainsi, il prêche de nombreuses retraites et organise des missions. En 1871, Louis Caburlotto est fait cavalier de l'Ordre de la Couronne d'Italie. Il sera aussi camérier pontifical de Pie IX puis de Léon XIII. Enfin, il sera nommé chanoine du chapitre de la Basilique Saint-Marc. 
Les dernières années, sa santé le poussant à se retirer, il veille jusqu'à sa mort sur son institution et ses œuvres. Il meurt le 9 juillet 1897, entouré du cardinal-archevêque de Venise, Giuseppe Sarto, qui sera élu pape sous le nom de Pie X.
Aujourd'hui, les Filles de Saint-Joseph sont présentes en Italie, au Brésil, au Kenya et aux Philippines.

## Béatification
- 1963 : ouverture de la cause en béatification.
- 2 juillet 1994 : le pape Jean-Paul II le reconnaît vénérable.
- 9 mai 2014 : le pape François reconnaît l'authenticité d'un miracle dû à son intercession et signe le décret de béatification.
- 16 mai 2015 : célébration de béatification présidée par le cardinal Angelo Amato sur la Place Saint-Marc de Venise.
- Fête liturgique fixée au 9 juillet.